# H.870
H.870 "Directrices para escuchar de manera segura sistemas/dispositivos de audio" (anteriormente F.SLD) es una recomendación de ITU-T Recomendación, desarrollado en colaboración con la Organización Mundial de la Salud que especifica estándares escuchar dispositivos de audio de manera segura, impidiendo la pérdida de la audición que fue aprobada en 2018.

## Aplicaciones
Para realizar las directrices disponibles, la OMS lanzó Android y iOS aplicaciones.

## Toolkit
Para asegurar implementación amplia de este estándar, la OMS, ITU-T y el Programa de Inclusión Digital del ITU-D desarrollaron un Toolkit para Seguro Escuchando Dispositivos y Sistemas.